# Hammou Boutayeb
Hammou Boutayeb (arabisch حمو بوطيب; * 1956 in Khémisset) ist ein ehemaliger marokkanischer Leichtathlet, der sich auf den Langstreckenlauf spezialisiert hat. 1987 gewann er die Silbermedaille über 3000 Meter bei den Hallenweltmeisterschaften in Sevilla und im selben Jahr siegte er über 10.000 Meter bei den Mittelmeerspielen in Athen. Zudem siegte er zweimal über 10.000 Meter bei den Goodwill Games.

## Sportliche Laufbahn
Erste Erfahrungen bei internationalen Meisterschaften sammelte Hammou Boutayeb vermutlich bei den Crosslauf-Weltmeisterschaften 1989 in Stavanger, bei denen er nach 42:07 min auf den 55. Platz im Langrennen gelangte. Im Juli gewann er bei den Spielen der Frankophonie in Casablanca in 28:55,61 min die Silbermedaille im 10.000-Meter-Lauf hinter seinem Landsmann Brahim Boutayeb und auch bei den Arabischen Meisterschaften im Oktober musste er sich in 29:43,7 min nur Boutayeb geschlagen geben. Im Jahr darauf wurde er bei den Crosslauf-Weltmeisterschaften in Aix-les-Bains nach 34:55 min Zwölfter und im Juli siegte er in 27:26,43 min über 10.000 Meter bei den Goodwill Games in Seattle. 1991 gewann er bei den Hallenweltmeisterschaften in Sevilla in 7:43,64 min die Silbermedaille im 3000-Meter-Lauf hinter dem Iren Frank O’Mara, ehe er kurz darauf bei den Crosslauf-Weltmeisterschaften in Antwerpen nach 34:28 min auf den zehnten Platz gelangte. Im Juli siegte er mit neuem Spielerekord von 28:24,19 min bei den Mittelmeerspielen in Athen über 10.000 Meter und anschließend belegte er bei den Weltmeisterschaften in Tokio in 28:12,77 min im Finale den achten Platz. Im Jahr darauf wurde er bei den Crosslauf-Weltmeisterschaften 1992 in Boston nach 27:54 min 22. und im Sommer nahm er an den Olympischen Sommerspielen in Barcelona teil und kam dort im Finale über 10.000 Meter nicht ins Ziel. Bei den Crosslauf-Weltmeisterschaften 1993 in Amorebieta-Etxano lief er nach 34:15 min auf Rang 27 ein und im Juni gewann er bei den Mittelmeerspielen in Narbonne in 28:49,94 min die Silbermedaille über 10.000 Meter hinter seinem Landsmann Khalid Skah. Im Jahr darauf gelangte er bei den Crosslauf-Weltmeisterschaften in Budapest nach 35:59 min auf Rang 31 und im Juli siegte er bei den Goodwill Games in St. Petersburg in 28:10,89 min erneut über 10.000 Meter. Anschließend gewann er bei den Spielen der Frankophonie in Bondoufle in 28:35,88 min die Silbermedaille hinter seinem Landsmann Salah Hissou. Bei den Crosslauf-Weltmeisterschaften 1995 in Durham wurde er nach 35:47 min 39. im Einzelbewerb und sicherte sich in der Teamwertung die Silbermedaille hinter dem kenianischen Team. 1996 beendete er dann seine aktive sportliche Karriere im Alter von 40 Jahren.

## Persönliche Bestzeiten
- 1500 Meter: 3:40,9 min, 20. Mai 1990 in Rabat
- 3000 Meter: 7:42,14 min, 19. August 1990 in Köln
  - 3000 Meter (Halle): 7:43,64 min, 10. März 1991 in Sevilla
- 5000 Meter: 13:11,69 min, 2. Juli 1990 in Stockholm
- 10.000 Meter: 27:25,48 min, 14. Juli 1990 in Oslo